# Thai ridgeback

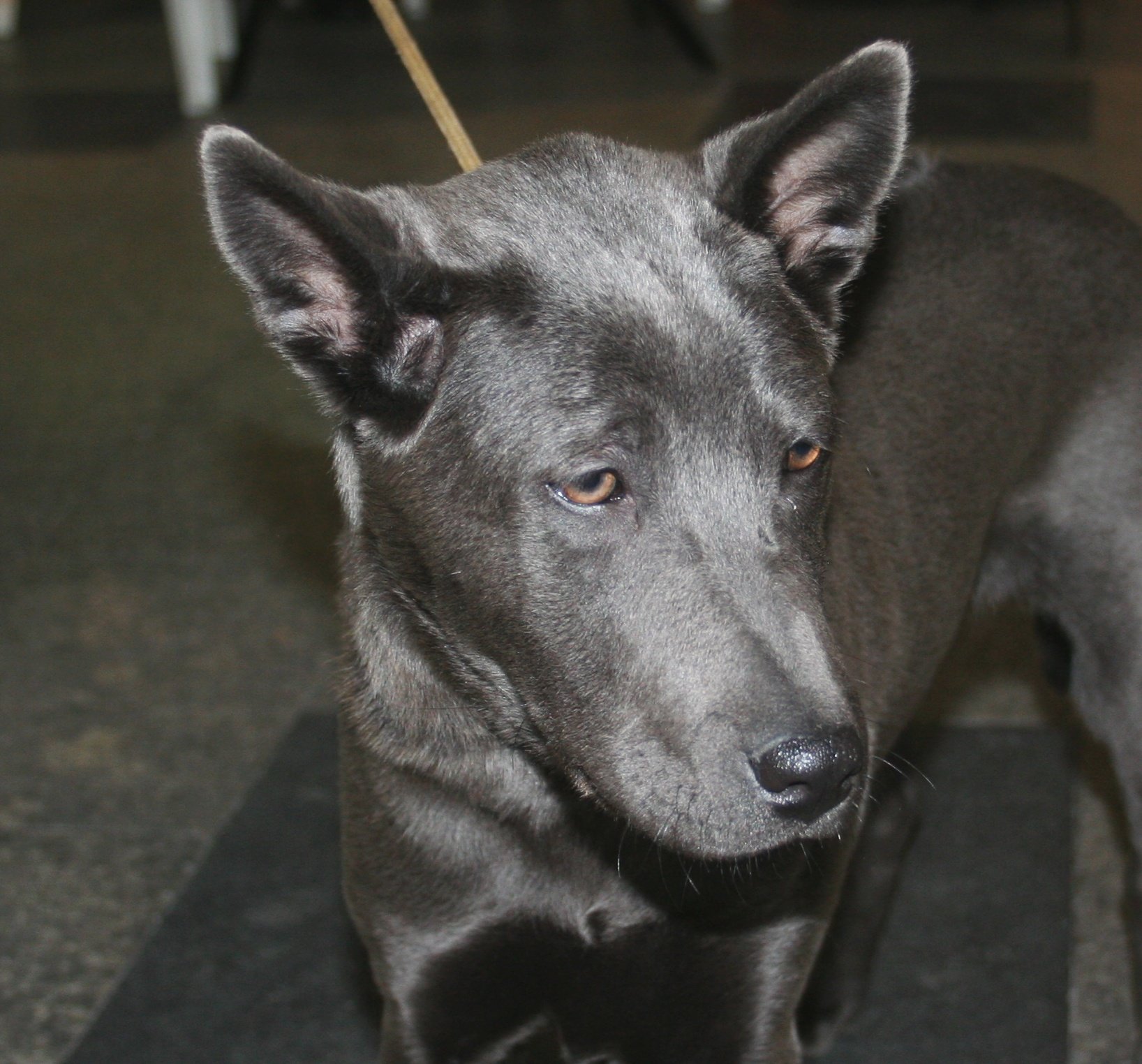
Głowa młodej suki rasy thai ridgeback o umaszczeniu niebieskim

Thai ridgeback – rasa psów, należąca do grupy szpiców i psów pierwotnych, zaklasyfikowana do sekcji pierwotnych ras myśliwskich. Nie podlega próbom pracy.

## Rys historyczny
Thai ridgeback to stara rasa, której istnienie w wiekach średnich potwierdzają materiały źródłowe, powstałe ok. 360 lat temu w Tajlandii. Psy te używane były głównie do polowania we wschodnich rejonach Tajlandii. Miejscowa ludność używała ich także do eskortowania wozów oraz jako psów stróżujących. Rasa zachowała przez tak wiele lat swój pierwotny typ dzięki ubogiej komunikacji we wschodnich rejonach Tajlandii; nie miała ona wielu okazji do krzyżowania się z innymi rasami.
Psy tej rasy były w przeszłości psami obronnymi i myśliwskimi, polowały samodzielnie i zajmowały się wypłaszaniem zwierzyny (dzików).

## Użytkowość
Współcześnie jest wykorzystywany jako pies stróżujący lub pies do towarzystwa. Niegdyś jednak był to pies myśliwski.

## Charakter
Thai Ridgeback jest bardzo czujnym i inteligentym psem, obdarzonym znacznym temperamentem. Jest bardzo żywy i aktywny, potrzebuje dużej dawki ruchu. W towarzystwie obcych okazuje nieufność, ale dla osób mu znanych, jest przymilny.

## Szata i umaszczenie
Spotykane są umaszczenia czerwone, niebieskie, czarne, isabel. Na grzbiecie występuje pręga – ridge, podobnie jak u rhodesian ridgebacka.